# Бібліографія Голодомору 1932—1933 років
Бібліографія Голодомору 1932—1933 років — перелік документальних, архівних, біографічних, публіцистичних видань про Голодомор 1932—1933 років в Україні.

## Загальна бібліографія
- Веселова О., Марочко В., Мовчан О. Голодомори в Україні 1921—1923, 1932—1933, 1946—1947. Злочини проти народу / Асоціація дослідників голодоморів в Україні; Інститут історії України НАН України. — Вид. 3-тє, доп. — Дрогобич: Видавнича фірма «Відродження», 2008. — 273 с.
- Голод та голодомор на Поділлі 1920—1940 рр.: Зб. документів та матеріалів / Вінницька обласна держ. адміністрація; Вінницька обласна рада; Інститут історії України НАН України; Обласна редакційна колегія науково-документальної серії книг «Реабілітовані історією. Вінницька область»; Державний архів Вінницької області / І. С. Гамрецький (голова ред. кол.), Р. Ю. Подкур (авт.-упоряд.). — Вінниця: ДП «Державна картографічна фабрика», 2007. — 703 с.
- Голодомори в Україні: Одеська область: 1921—1923, 1932—1933, 1946—1947: дослідження, спогади, документи / упоряд. Л. Г. Білоусова [та ін.] — Одеса: Астропринт, 2007. — 460 с.
- Винокурова Ф. А., Подкур Р. Ю. Голод 1932—33, 1946—47 рр. Вінницька область: Документи і матеріали. — Вінниця: Антекс-У ЛТД, 1998. — 223 с.
- Котляр Ю. В., Міронова І. С. Голодомори 1921—1923 рр. та 1932—1933 рр. на півдні України: етнічний та міжнародний аспекти: монографія / НАН України; Інститут політичних і етнонаціональних досліджень; Миколаївський держ. гуманітарний ун-т ім. Петра Могили комплексу «Києво-Могилянська академія»; Редакційна колегія Миколаївської обласної книги науково-документальної серії видання «Реабілітовані історією». — Миколаїв: Видавництво МДГУ ім. П. Могили, 2008. — 204 с.
- Сергійчук В. І. Як нас морили голодом: 1921—1923, 1932—1933, 1946—1947 / Київський національний ун-т ім. Тараса Шевченка. Центр українознавства. — 2 вид., доп. — К.: Українська Видавнича Спілка, 2003. — 251 с.
- Томенко М. Д. Трагічні етюди: Голодомор, геноцид, репресії в Україні (1921—1922, 1932—1933, 1937, 1947, 1949 рр.). Документи, факти, архівні матеріали, свідчення очевидців, листи-відгуки на епічно-психологічну поему народного болю «Трудова книжка матері»: Книга третя трилогії. — К.: Видавниче підприємство «Деміург», 2003. — 76 с.
- Три голодомори в Україні в ХХ ст.: погляд із сьогодення: Матеріали між нар. Наук. конф. / П. Орленко (ред.); Київський національний ун-т ім. Тараса Шевченка. Центр українознавства та ін. — К.: Українська Видавнича Спілка, 2003. — 312 с.
- Українська Голгофа, 1921—1923, 1932—1933, 1946—1947: спогади очевидців, арх. док. та роздуми сучасника про три радян. голодомори / авт.-упоряд. Єременко М. / М. М. Єременко (Авт.-упоряд.). — Чернігівка, 2008. — 153 с.
- Шитюк М. Голодомори ХХ століття; 1921—1923; 1932—1933; 1946—1947. — К.: Геліон, 1997. — 60 с.

## Книги
- 33-й: голод: Народна Книга-Меморіал / Упоряд. Л. Б. Коваленко, В. А. Маняк; Передм. та післямова В. А. Маняка, Л. Коваленко. — К.: Радянський письменник, 1991. — 584 с.
- Акопян В. Г., Вашкевич В. М., Вашкевич Н. В., Злочевська М. О., Макарчук С. С. Трагедія століття: голодомор 1932—1933 років на Миколаївщині / Миколаївська обласна держ. адміністрація; Редакційна колегія обласної книги науково-документальної серії видання «Реабіліотвані історією» / О. М. Гаркуша (голова ред.кол.). — Миколаїв: Видавництво МДГУ ім. Петра Могили, 2003. — 472 с.
- Василенко В. Голодомор 1932—1933 років в Україні як злочин геноциду: правова оцінка [Архівовано 10 травня 2011 у Wayback Machine.]. — К.: Вид-во імені Олени Теліги, 2009. — 48 с. — К-2 [9(С2)25/В19.
- Васильєв В. Ю., Малашенко Л. М., Уїткрофт С., Шаповал Ю. І. Командири великого голоду: Поїздки В. Молотова і Л. Кагановича в Україну та на Північний Кавказ. 1932—1933 рр. / Київська міська організація Всеукраїнського товариства «Меморіал» / Валерій Юрійович Васильєв (ред.), Юрій Іванович Шаповал (ред.). — К.: Генеза, 2001. — 399 с.
- Великий Голод в Україні 1932—1933 років: комісія Конгресу США з дослідження Голоду в Україні. Історія створення / Н. І. Шульга (упоряд.). — К.: Видавничий дім «Києво-Могилянська академія», 2008. — 55 с.
- Воля О. Мор: Книга буття України. — К.: Кобза, 2002. — 1152 с. — ISBN 966-8024-08-7.
- Геноцид: Голодомор 1932—1933 рр. на Хмельниччині: причини, жертви, наслідки: матеріали всеукр. науково-практ. конф., 19—20 листопада 2008 р. / Хмельницька обласна держ. адміністрація; Хмельницька обласна рада; Виконавчий комітет Кам'янець-Подільської міської ради; Кам'янець-Подільський національний ун-т ім. Івана Огієнка. Центр дослідження історії Поділля / О. М. Завальнюк (відп.ред.) — Хмельницький; Кам'янець-Подільський: [ФОП Сисин О. В.], 2008. — 483 с.
- Голод в СССР, 1930—1934 гг.=Famine in the USSR, 1930—1934: [сборник документов] / Федеральное архивное агентство / О. А. Антипова (сост.). — М.: Федеральное архивное агентство, 2009. — 518 с.
- Голодомор. Геноцид українського народу 1932—1933 / В. Верстюк, В. Тиліщак, І. Юхновський. — Київ: Вид-во ім. Олени Теліги, 2008. — 25 c.
- Голодомор 1932—1933 років: втрати української нації: Матеріали Міжнародної науково-практичної конференції (Київ, 4 жовтня 2016 року) / Ред. кол.: О. Стасюк, В. Марочко, В. Сергійчук, Я. Калакура, В. Василенко, Н. Лапчинська, Ю. Коцур (упоряд.), Л. Гасиджак (відп. ред.). — Київ: 2017. — 200 с.
- Голодомор 1932—1933 рр. в Києві: факти, події, свідчення (за документами Державного архіву міста Києва) / Київська міська держ. адміністрація; Державний архів м. Києва / В. Купченко (відп. ред.), Ж. Серга (авт.-уклад.). — К.: Державний архів м. Києва, 2008. — 432 с.
- Голодомор (1932—1933) — невідома українська трагедія. — 2013. — 280с. — ISBN 978-989-8377-39-5.
- Голодомор 1932-1933 років в Україні: документи і матеріали / Упоряд. Р. Я. Пиріг; НАН України. Ін-т історії України. — К.: Вид. дім «Києво-Могилянська академія», 2007. — 1128 с.
- Голодомор 1932—1933 років в Україні: причини, демографічні наслідки, правова оцінка: матеріали міжнар. наук. конф., Київ, 25-26 вересня 2008 р. / Український ін-т національної пам'яті / І. Р. Юхновський (відп.ред.). — К.: Києво-Могилянська академія, 2009. — 447 с.
- Голодомор 1932—1933 років: Геноцид українського народу: Виставка / Автори виставки: Д. Гетьман, І. Юхновський; Український ін-т національної пам'яті. — К.: Вид-во ім. О. Теліги, 2008. — 48 с. — К-2 [9(С2)25/Г61].
- Голодомор 1932—1933 років Геноцид української нації (навчальний посібник) / Авторський колектив: Д. Білий, В. Василенко,  А. Козицький, Н. Лапчинська, К. Лук'янець, С. Маркова, В. Марочко, О. Мовчан, Н. Романець, Р. Подкур, В. Сергійчук, С. Старовойт, О. Стасюк, І. Шугальова; Національний музей Голодомору-геноциду. — К.: Вид-во Марка Мельника, 2021. — 336 с.: іл. — ISBN 978-617-7838-33-2.
- Голодомор 1932—1933 років: злочин влади — трагедія народу: док. і матеріали / Державний комітет архівів України; Центральний держ. архів громадських об'єднань / О. А. Удод (голова ред. кол.), В. С. Лозицький (упоряд.). — К.: Генеза, 2008. — 504 с.
- Голодомор 1932—1933 років і Україні: злочин влади — трагедія народу: Документи і матеріали / Упоряд. В. С. Лозицький, О. В. Бажан, С. І. Власенко та ін. — К.: Ґенеза, 2008. — 504 с. — К-2 [9(С2)25/Г61].
- Голодомор 1932—1933 років у Ширяївському районі: книга пам'яті жертв геноциду / Ширяївська районна держ. адміністрація; Архівний відділ Ширяївської райдержадміністрації/ Л. І. Жаданова (голова редкол.), Т. В. Манжос (упоряд.). — О.: Астропринт, 2008. — 160 c.
- Голодомор в Україні 1932—1933 рр.: Бібліогр. покажч. / Одес. держ. наук. б-ка ім. М. Горького; Ін-т історії НАН України; Фундація українознавчих студій Австралії. — О.; Л.: Вид-во М. П. Коць, 2001. — 654 с. — К-2 [9(С2)25/Г61].
- Голодомор в Україні 1932—1933 років за документами Політичного архіву Міністерства закордонних справ Федеративної Республіки Німеччина/ Упоряд. А. І. Кудряченко. — К.: НІСД, 2008. — 336 с. — К-2 [9(С2)24/Г61].
- Голодомор 1932—1933 років в Україні: причини, демографічні наслідки, правова оцінка: Матеріали міжнародної конференції (м. Київ, 25-26 вересня 2008 р.)] / Відп. ред. І. Р. Юхновський; Український інститут національної пам'яті. — К.: ВД «Києво-Могилянська академія», 2009. — 447 с. — К-2 [9(С2)25/Г61.
- Голодомор на Чернігівщині 1932—1933 рр. мовою документів: Тематичний перелік [Архівовано 8 листопада 2016 у Wayback Machine.] / Упорядн.: Л. П. Коноваленко, А. В. Морозова, Н. М. Полетун. Ред. А. І. Неділя. — Чернігів : КП "Видавництво «Чернігівські обереги», 2003. — 72 с.
- Голодомор у Білій Церкві / В. О. Іванців (упоряд.). — К.: Просвіта, 2008. — 176 с.
- Голодомор у першій столиці / І. В. Шуйський (упоряд.), В. А. Полянецький (упоряд.). — Х.: ТОВ «Шанс», 2008. — 288 с.
- Голоси правди та справедливості. Спогади та свідчення очевидців про Голодомор-геноцид 1932—1933 рр. на Вінниччині. — Вінниця: ПрАТ «Вінницька обласна друкарня», 2023. 528 с.
- Гриневич Л. Хроніка колективізації та Голодомору в Україні 1927—1933: [в 4 т., 6 кн., з іл. та мапами] — К.: Критика, 2008. Т. 1, кн. 1: Початок надзвичайних заходів. Голод 1928—1929 років. — К.: Критика, 2008—552 с.
- Гроссман В. Все течет [Архівовано 1 грудня 2016 у Wayback Machine.]. — Повість (перша згадка в художній літературі). (рос.)
- Демченко Т. П., Горох М. В. Колективізація та Голодомор 1932—1933 років на Чернігівщині: забуттю і прощенню не підлягає. — Чернігів: ПАТ "ПВК «Десна», 2017. — 100 с.
- Захаров Є. Чи можна кваліфікувати Голодомор 1932—1933 років в Україні та на Кубані як геноцид?. — Х.: Права людини, 2008. — 47 с.
- І була зима, І була весна… Голод: народна книга-меморіал Пам'яті жертв Голодомору в Коростишівському районі на Житомирщині / Г. В. Письмак (упоряд.), В. М. Слівінський (упоряд.). — Житомир: Полісся, 2008. — 296 c.
- І серпом, і молотом, і голодом. 1932—1933: [Зб.] / О. Л. Німець (упоряд. і ред.). — Косів: Писаний Камінь, 2004. — 104 с.
- Георгій Касьянов. Danse macabre: голод 1932—1933 років у політиці, масовій свідомості та історіографії (1980-ті — початок 2000-х) (2010), Монографія, —К., 2010.
- Конквест Р. Жнива скорботи: Радянська колективізація і голодомор [Архівовано 24 грудня 2012 у Wayback Machine.] / Під ред. С. Головко. — К.: Либідь, 1993. — 384 с.
- Котляр Ю. В. Голодомори 1921—1923 рр. та 1932—1933 рр. на Півдні України: етнічний та міжнародний аспекти: Монографія/ Ю. В. Котляр, І. С. Міронова. — Миколаїв : Вид-во МДГУ ім. П. Могили, 2008. — 204 с. — К-2 [9(С2)2/К73].
- Куліш А. Ф. Геноцид. Голодомор 1932—1933. Причини, жертви, злочинці / Асоціація дослідників голодоморів в Україні. — К., 2001. — 88 с.
- Кульчицький С. В. 1933: Трагедія голоду. — К.: Товариство «Знання» Української РСР, 1989. — 48 с.
- Кульчицький С. В. Голод 1932—1933 рр. в Україні як геноцид=Голод 1923—1933 гг. в Украине как геноцид / НАН України; Інститут історії України. — К., 2005. — 220 с.
- Кульчицький С. В. Голодомор 1932—1933 рр. як геноцид: труднощі усвідомлення. — К.: Наш час, 2007. — 424 с.
- Кульчицький С. В. Голод 1932—1933 рр. в Україні як геноцид: мовою документів, очима свідків. — К.: Наш час, 2008. — 240 с.
- Кульчицький С., Єфіменко Г. «Демографічні наслідки голодомору 1933 р. в Україні» + «Всесоюзний перепис 1937 р. в Україні: документи та матеріали».
- Лановик Б., Лазарович М., Матейко Р. Голодомор 1932—1933 // Тернопільський енциклопедичний словник : у 4 т. / редкол.: Г. Яворський та ін. — Тернопіль : Видавничо-поліграфічний комбінат «Збруч», 2004. — Т. 1 : А — Й. — С. 384. — ISBN 966-528-197-6.
- Листи з Харкова. Голод в Україні та на Північному Кавказі в повідомленнях італійських дипломатів. 1932—1933 роки / Італійський ін-т культури в Україні / Юрій Шаповал (наук. ред. укр. вид.), Андреа Граціозі (упорядкув. та вступ. ст.), Мар'яна Прокопович (пер. з італ.), Нікола Франко Баллоні (передм.). — Х.: Фоліо, 2007. — 255c.
- Людяність у нелюдяний час. — Львів: Часопис, 2013. — 233 c.
- Марочко В. І., Білокінь С. І., Веселова О. М., Вронська Т. В., Ганжа О. І. Голод 1932—1933 років в Україні: причини та наслідки / НАН України; Інститут історії України / Володимир Михайлович Литвин (відп. ред.). — К.: Наукова думка, 2003. — 888 с.
- Марочко B. Голодомор 1932—1933 років в Україні: Хроніка / В. Марочко, О. Мовчан. — К.: Вид. дім «Києво-Могилянська академія», 2008. — 294 с. ISBN 978-966-518-477-5.
- Марочко В. Територія Голодомору 1932—1933 pp. — К., 2014. — 64 с. [Архівовано 19 лютого 2019 у Wayback Machine.]
- Мейс Джеймс: «Ваші мертві вибрали мене…» / За заг. ред. Л. Івшиної. — К.: ЗАТ «Українська прес-група», 2008. — 672 с. — К-2 [9(С2)25/Д40].
- Огієнко В. Що Голодомор має навчити українців? Історичні паралелі між Голодомором і нинішньою російською агресією та геноцидом — 2024.
- Пам'ять народу: геноцид в Україні голодом 1932—1933 років. Свідчення. Книга перша. — ВД «КАЛИТА». Упорядники: О. Веселова, О. Нікілєв.
- Папуга Я. Б. Західна Україна і Голодомор 1932—1933 років: морально-політична і матеріальна допомога постраждалим: [монографія] / Інститут української археографії та джерелознавства ім. М. С. Грушевського НАН України. Львівське відділення. — Л.: Астролябія, 2008. — 248 c.
- Парламентські слухання щодо вшанування пам'яті жертв голодомору 1932—1933 років: 12 лютого 2003 р. / За ред. Д. В. Табачника, О. О. Зінченка, Г. Й. Удовенка; Верховна Рада України, Кабінет Міністрів України. — К., 2003. — 203 с. — К-2 [9(С2)25/П18].
- Репресії в Україні (1917—1990 рр.): Науково-допоміжний бібліографічний покажчик / Авт.-упор. Є. К. Бабич, В. В. Патока; авт. Вступ. Статті С. І. Білокінь. — К.: Смолоскип, 2007. — 519 с.
- «Репресовані» щоденники. Голодомор 1932—1933 років в Україні / Укр. ін-т нац. пам'яті; [упоряд., вступ. ст., заг. ред. Я. Файзуліна]. — Київ: Фенікс, 2018. — 351 c.
- Різників О. Дайте, мамо, гами… Словник Голодомор — 2023.
- Розсекречена пам'ять: Голодомор 1932—1933 років в Україні в документах ГПУ-НКВД. — К.: Вид. дім «Києво-Могилянська академія», 2008. — 604 с. — К-2 [9(С2)25/Р65].
- Руденко Р. Г. Драматична і трагічна історія голодомору 1932—1933 рр. в Україні: Монографія. — Х.: ХНЕУ, 2009. — 92 с. — К-2 [9(С2)25/Р83].
- Сергійчук В. «Як нас морили голодом». На основі невідомих досі матеріалів з колишніх таємних архівів простежено геноцид українського народу в XX ст. Уперше в одному дослідженні мовою документів розповідається про три штучні голодомори, що були організовані в Україні, — 1921—1923, 1932—1933 та 1946—1947 років.
- Спротив геноциду: книга-каталог виставки / В. Тиліщак [та ін.]; Український інститут національної пам'яті. — Львів; Київ: Часопис, 2015. — 80 c.
- Страта голодом: Пер. з англ. / Семен Старів; За ред. Р. Доценка. — К.: Українознавство, 1997. — 250 с.: іл. — ISBN 5-7770-0895-Х.
- Таугер М. Голод, голодомор, геноцид: Голод, сельское хозяйство и советская сельскохозяйственная политика. — Пер. с англ. — К.: Еженедельник «2000»: Изд-во «Довіра», 2008. — 427 с. — К-2 [9(С2)25/Т23].
- Трагедія голодомору в Україні 1932—1933 рр. у пам'яті народній: Матеріали науково-практичної конференції (м. Харків, 22 листопада 2007 р.)/ Відп. за вип. П. Є. Минко. — Х.: Вид-во ХарРІ НАДУ, 2008. — 188 с. — К-2 [9(С2)24/Т65].
- Український голокост. 1932—1933: Свідчення тих, хто вижив. — ВД «Києво-Могилянська академія». — 2005. — С. 296.
- Улянич В. Терор голодом і повстанська боротьба проти геноциду українців у 1921—1933 роках. — К.: МАУП, 2004. — 84 с.
- Херсонщина. Голодомор. 1932—1933. — Херсон: ВАТ «ХМД», 2008. — 316 c.
- Хмельковський Л. 136 призвідців Голодомору. — Львів : «Свічадо», 2009. — 136 с. — К-2 [9(С2)25/Х65].
- Цвілюк С. А. Трагедія нескореної нації: Монографія. — 2-ге вид., доп. — О.: «Астропринт», 2008. — 264 с. — К-2 [9(С2)25/Ц28].
- Шитюк М. М., Бахтін А. М. Південна Україна: колективізація і голод (1929—1933 роки). — Миколаїв: Аскел, 2007. — 512 c.
- «Я вийшов із смерті…». Голодомор 1932—1933 рр. на Півдні України у пам'яті дітей: Свідчення. Кн. 1-2. — Київ: ТОВ «Юрка Любченка», 2024. — 1876 с.

## Статті та окремі дослідження

### Статті
- Статті Станіслава Кульчицького
  - «Скільки нас загинуло від Голодомору 1933 року?» [Архівовано 28 квітня 2017 у Wayback Machine.]
  - «Демографічні втрати України В ХХ столітті» [Архівовано 21 листопада 2016 у Wayback Machine.]
  - «Причини голоду 1933 року в Україні. По сторінках однієї призабутої книги» [Архівовано 29 листопада 2016 у Wayback Machine.]
  - «Причини голоду 1933 року В Україні-2»
  - «Чому Сталін нас нищив?» (ч. 1) [Архівовано 14 жовтня 2012 у Wayback Machine.], (ч. 2) [Архівовано 14 жовтня 2012 у Wayback Machine.], (ч. 3) [Архівовано 14 жовтня 2012 у Wayback Machine.], (ч. 4) [Архівовано 14 жовтня 2012 у Wayback Machine.], (ч. 5) [Архівовано 14 жовтня 2012 у Wayback Machine.], (ч. 6) [Архівовано 14 жовтня 2012 у Wayback Machine.]
  - «Чи був Голодомор 1933 р. геноцидом?» 20.09.2006 (ч. 1) [Архівовано 14 жовтня 2012 у Wayback Machine.], (ч. 2) [Архівовано 14 жовтня 2012 у Wayback Machine.], (ч. 3) [Архівовано 14 жовтня 2012 у Wayback Machine.],
  - Демографічні наслідки голодомору 1933 р. в Україні
  - «Чорні дошки» Голодомору — економічний метод знищення громадян УРСР (СПИСОК) [Архівовано 3 січня 2019 у Wayback Machine.] Георгій Папакін, Українській інститут національної пам'яті
  - Два обличчя терору. Про Голодомор 1932—1933 рр. в Україні у порівнянні з голодом 1932—1933 рр. у СРСР [Архівовано 14 жовтня 2012 у Wayback Machine.]
- Безансон Ален: «Існують дві перешкоди для остаточного формування української нації — давній дефіцит ЕЛІТИ і старанно культивований Росією розбрат усередині українського народу» (Діалог з Тарасом Марусиком)
- Веселова О. «Пам'ятні знаки і пам'ятники жертвам голоду-геноциду 1932—1933 років в Україні» // «Проблеми історії України: факти, судження, пошуки». Міжвідомчий збірник наукових праць, вип. 13.
- Веселова О. «Пам'ять про жертви голоду-геноциду 1932—1933 років в Україні: смертність й ушанування загиблих» // «Проблеми історії України: факти, судження, пошуки». Міжвідомчий збірник наукових праць, вип. 10.
- Вознюк П. «Повернення правди про „Великий голод“ в Україні. Як попередження і пересторога для світової спільноти».
- Давиденко В'ячеслав. Сорокоріччя Великого Голоду 1932-33 р. [Архівовано 3 листопада 2016 у Wayback Machine.]
- Андреа Граціозі. [http://www.day.ua/152050/%5Bнедоступне+посилання+з+червня+2019%5D «Концепція постгеноцидного суспільства Джеймса Мейса встановлює порядок денний на майбутнє»][недоступне посилання з жовтня 2019] (Діалог з Ігорем Сюндюковим)
- Джеймс Мейс. «Політичні причини голодомору в Україні (1932—1933 рр.)» [Архівовано 25 вересня 2016 у Wayback Machine.]
- Марочко В. І. Сучасна зарубіжна історіографія голоду 1932—1933 рр. в Україні: нова чи стара інтерпретація? (pdf)
- Тімоті Снайдер, професор Єльського університету: «Янукович заперечує Голодомор як акцію, спрямовану проти українців. Але це було саме так» (укр.) [Архівовано 28 жовтня 2010 у Wayback Machine.]
- Георгій Касьянов. Danse macabre: голод 1932—1933 років у політиці, масовій свідомості та історіографії (1980-ті — початок 2000-х) (2010). уривки з книги [Архівовано 28 листопада 2016 у Wayback Machine.]
- Коваль Р. Селянські рухи напередодні Голодомору
- Лановик Б ., Лазарович М., Матейко Р. Голодомор 1932—1933 років: причини та наслідки // Українська наука: минуле, сучасне, майбутнє. — Т., 2003. — Вип. 8.
- Лановик Б ., Лазарович М., Матейко Р. Чорна тінь голодомору 1932—1933 років над Тернопіллям: Книга Пам'яті. — Т., 2003.
- Микола Воротиленко: Голодомор в Україні мовою фактів [Архівовано 8 вересня 2014 у Wayback Machine.]
- Нестор-літописець Голодомору // «Історична правда», 21 листопада 2014 [Архівовано 23 жовтня 2016 у Wayback Machine.]
- Н. Левчук (Київ, Україна), Т. Боряк (Київ, Україна), О. Воловина (Чапел-Гілл, США), О. Рудницький (Київ, Україна), А. Ковбасюк (Київ, Україна). Втрати міського й сільського населення України внаслідок Голодомору 1932—1934 рр.: нові оцінки // Український історичний журнал, № 4 (523) за липень-серпень 2015. — С. 84-112. — ISSN 0130-5247
- Голодомор 1932—1933 рр. як етнічний та культурно-духовний геноцид українського народу: історіографія питання / Л. О. Слободян // Вісник Академії праці і соціальних відносин Федерації профспілок України. — 2013. — № 3. — С. 100—109.
- Голодомор-геноцид 1932—1933 років в Україні: політичний дискурс / В. І. Марочко // Історична пам'ять. — 2014. — № 30-31. — С. 53-62.
- Збір, приймання на державне зберігання та організація використання свідчень жертв і очевидців Голодомору 1932—1933 рр. в Україні / Л. Левченко // Архіви України. — 2008. — № 5-6(262). — С. 16-22.
- Голодомор: позиція нашого сумління / Володимир. Кудлач // Вісник Книжкової палати. — 2010. — № 1. — С. 50-52.
- Внесок Руслана Пирога у дослідження історії Голодомору 1932—1933 років в Україні: мовою документів / С. В. Кульчицький // Архіви України. — 2011. — № 2-3(273). — С. 275—289.
- Міжвідомче засідання «Внесок архівістів України у відродження історичної пам'яті (до 75-х роковин Голодомору 1932—1933 років в Україні)» // Архіви України. — 2008. — № 5-6(262). — С. 5-12.
- Зміст і склад документів, переданих до державних архівів відділами РАЦС\Методика виявлення фактів про смерть від голоду, встановлення населених пунктів, що постраждали від Голодомору 1932—1933 рр. / Раїса. Воробей // Архіви України. — 2008. — № 5-6(262). — С. 22-26.
- Голодомор 1932—1933 років очима українців діаспори (документи з фондів ЦДАВО України) / Владислав. Берковський, Наталія. Григорчук, Олена. Петрук // Архіви України. — 2008. — № 5-6(262). — С. 44-55.
- Голодомор в Українській СРР 1932—1933 рр. та реакція на нього українського населення міжвоєнної Польщі / М. П. Гетьманчук // Військово-науковий вісник. — 2010. — Вип. 13. — С. 123—131.
- Історична травма Голодомору: проблема, гіпотеза та методологія дослідження / В. І. Огієнко // Національна та історична пам'ять. — 2013. — Вип. 6. — С. 145—156.
- Професор із Вірджінії Марк Таугер — адвокат Сталіна та його оточення щодо причин голодомору в Україні / П. Брицький // Питання історії України. — 2009. — Т. 12. — С. 180—184.
- Замовчування трагедії голодомору в Україні провідними державами світу в 30-х роках XX ст. / В. Демочко // Питання історії України. — 2010. — Т. 13. — С. 29-34.
- Джерельні свідчення штучного характеру Голодомору в Україні 1932—1933 років / Л. Слободян // Українознавство. — 2013. — № 1. — С. 41-51.
- Голодомор 1932-33 рр. крізь призму жіночого досвіду / О. Кісь // Народознавчі зошити. — 2010. — № 5-6. — С. 633—651.
- Комплексне дослідження питання ідеологічного протистояння довкола проблематики Голодомору 1932—1933 рр. / В. М. Воронін // Архіви України. — 2013. — № 5. — С. 230—234.
- Голодомор 1932—1933 років як інструмент політики деукраїнізації / Л. Слободян // Гілея: науковий вісник. — 2013. — № 74. — С. 48-51.
- Тема голодомору 1932—1933 рр. в Україні в контексті музики постмодерну: на прикладі опери Вірко Балея / Г. В. Карась // Культура і сучасність. — 2013. — № 2. — С. 102—107.
- Сучасні історіографічні дослідження проблеми голодомору 1932—1933 рр. в Україні: тенденції та напрямки / К. В. Чернявська // Науковий вісник Миколаївського національного університету імені В. О. Сухомлинського. Сер.: Історичні науки. — 2013. — Вип. 3.35. — С. 262—268.
- Нікольський В. «Голодомор 1932—1933 рр. на Україні за матеріалами „Окремої папки“ Політбюро ЦК КП(б)У» // «Проблеми історії України: факти, судження, пошуки». Міжвідомчий збірник наукових праць, вип. 12.
- Особливості репресивної політики радянської влади в українському селі в умовах голодомору / Н. Р. Романець // Чорноморський літопис. — 2011. — Вип. 3. — С. 45-50.
- Репресії проти південноукраїнських робітників під час голодомору 1932—1933 рр. / Р. М. Крайник // Інтелігенція і влада. — 2010. — Вип. 19. — С. 61-68.
- Людські витрати під час голодомору 1932—1933 років в Україні / В. М. Осипов // Інтелігенція і влада. — 2010. — Вип. 19. — С. 99-106.
- Мотиви проведення радянською владою голодомору 1932—1933 рр. в Україні: політико-соціальний аспект / В. Є. Мусієнко // Наукові праці Чорноморського державного університету ім. Петра Могили комплексу «Києво-Могилянська академія». Сер.: Історичні науки. — 2009. — Т. 94, Вип. 81. — С. 41-45.
- Причини Голодомору 1932—1933 рр. в Україні / В. М. Осипов // Інтелігенція і влада. — 2011. — Вип. 23. — С. 90-94.
- Голодомор 1932—1933 рр. як механізм упокорення українського селянства / Л. Б. Лехан // Інтелігенція і влада. — 2012. — Вип. 24. — С. 127—135.
- Дослідження демографічних наслідків Голодомору в Україні у 30-ті — 80-ті роки ХХ століття / В. Ґудзь // Українознавчий альманах. — 2014. — Вип. 16. — С. 241—245.
- Голодомор 1932—1933 рр.: сторінки історії / С. С. Богатчук // Гілея: науковий вісник. — 2014. — Вип. 81. — С. 36-40.
- Голодомор 1932—1933 рр. в історичній і національній пам'яті / В. І. Головченко // Гілея: науковий вісник. — 2014. — Вип. 82. — С. 46-53.

### Юридичні дослідження
- - Голодомор 1932—1933 рр. в Україні: до проблеми визначення політичної відповідальності / Журбелюк Г. В. // Матеріали з V міжнародної науково-практичної конференції — 2009. — Софія: Бял ГРАД-БГ, 2009. — С. 55-60.
  - Осмислення Голодомору у світлі конвенції ООН про геноцид / Роман. Сербин // Архіви України. — 2008. — № 3-4(261). — С. 53-62.
  - Висновок Національної комісії із зміцнення демократії та утвердження верховенства права щодо правового визначення Голодомору 1932—1933 років в Україні як геноциду українського народу по відношенню до визначення, сформульованого у Конвенції ООН про запобігання злочину геноциду та покарання за нього 1948 року // Архіви України. — 2008. — № 3-4(261). — С. 63-74.
  - Голодомор 1932—1933 років в Україні як геноцид української нації: суб'єктивна сторона злочину / М. Антонович // Мандрівець. — 2013. — № 6. — С. 4-8.
  - Щодо встановлення кримінальної відповідальності за заперечення Голодомору 1932—1933 років в Україні та Голокосту єврейського народу (до проєкту Закону України «Про внесення змін до Кримінального та Кримінально-процесуального кодексів України») / Б. В. Романюк, М. А. Погорецький // Боротьба з організованою злочинністю і корупцією (теорія і практика). — 2007. — Вип. 15. — С. 231—234.
  - Голодомор 1932—1933 років в Україні як геноцид української нації: суб'єктивна сторона злочину / М. Антонович // Мандрівець. — 2013. — № 6. — С. 4-8.
  - Голодомор 1932—1933 років у документах СБУ / В. М. Осипов // Інтелігенція і влада. — 2009. — Вип. 16. — С. 156—163.

### Свідчення
- - «„Я бачила Голодомор 1933-го“»
  - «Голодомор 1932—1933 років: спогади очевидців»
  - «Діти 1933-го року»
  - Некоторые мазки-воспоминания о Голодоморе [Архівовано 23 травня 2020 у Wayback Machine.]

## Іншими мовами
- Ukrainian Genocide Famine Foundation USA [Архівовано 11 серпня 2019 у Wayback Machine.]
- Andrew Gregorovich BLACK FAMINE IN UKRAINE 1932-33 [Архівовано 18 грудня 2016 у Wayback Machine.]
- HOLODOMOR The Forgiven Holocaust of 1932-33
- Ukrainian Famine
- Ukrainian Famine 1932—1933 I will remember [Архівовано 12 листопада 2016 у Wayback Machine.]
- Democide in the Soviet Union 62 million people killed
- The Great Famine of 1932-l933 in Ukraine: a presentation at Penn State University [Архівовано 5 серпня 2011 у Wayback Machine.]
- Alexander Motyl's SWEET SNOW, a novel of the Ukrainian famine of 1933.
- Stanislav KULCHYTSKY Why did Stalin exterminate the Ukrainians? [Архівовано 4 травня 2017 у Wayback Machine.]
- Ammende, Ewald, "Human life in Russia, (Cleveland: J.T. Zubal, 1984), Reprint, Originally published: London, England: Allen & Unwin, 1936.
- «The Black Deeds of the Kremlin: a white book», S.O. Pidhainy, Editor-In-Chief, (Toronto: Ukrainian Association of Victims of Russian-Communist Terror, 1953), (Vol. 1 Book of testimonies. Vol. 2. The Great Famine in Ukraine in 1932—1933).
- Conquest, Robert, «The Harvest of Sorrow: Soviet Collectivization and the Terror — Famine», (Edmonton: The University of Alberta Press in Association with the Canadian Institute of Ukrainian Studies, 1986).
- Davies, R.W., «The Socialist offensive: the collectivization of Soviet agrilculture, 1929—1930», (London: Macmillan, 1980).
- «Der ukrainische Hunger-Holocaust: Stalins verschwiegener Volkermond 1932/33 an 7 Millionen ukrainischen Bauern im Spiegel geheimgehaltener Akten des deutschen Auswartigen Amtes», (Sonnebuhl: H. Wild, 1988), By Dmytro Zlepko. [eine Dokumentation, herausgegeben und eingeleitet von Dmytro Zlepko].
- Dolot, Miron, «Execution by Hunger: The Hidden Holocaust, a survivor's account of the Famine of 1932—1933 in Ukraine», (New York City: W.W. Norton & Company Inc., 1985).
- Dolot, Miron, «Who killed them and why?: in remembrance of those killed in the Famine of 1932—1933 in Ukraine», (Cambridge, Mass: Harvard University, Ukrainian Studies Fund, 1984).
- Dushnyk, Walter, «50 years ago: the famine holocaust in Ukraine», (New York: Toronto: World Congress of Free Ukrainians, 1983).
- «Famine in the Soviet Ukraine 1932—1933: a memorial exhibition», Widener Library, Harvard University, prepared by Oksana Procyk, Leonid Heretz, James E. Mace. — (Cambridge, Mass: Harvard College Library, distributed by Harvard University Press, 1986).
- «Famine in Ukraine 1932-33», edited by Roman Serbyn and Bohdan Krawchenko, — (Edmonton: Canadian Institute of Ukrainian Studies, 1986). [Selected papers from a conference held at the Universite du Quebec a Montreal in 1983).
- «The Great Famine in Ukraine: the unknown holocaust: in solemn observance of the Ukrainian famine of 1932—1933», (Compiled and edited by the editors of the Ukrainian Weekly [Roma Hadzewycz, George B. Zarycky, Martha Kolomayets] Jersey City, N.J.: Ukrainian National Association, 1983).
- Gregorovich, Andrew, «Black Famine in Ukraine 1932-33: A Struggle for Existence», FORUM: A Ukrainian Review, No. 24, (Scranton: Ukrainian Workingmen's Association, 1974).
- Halii, Mykola, «Organized famine in Ukraine, 1932—1933», (Chicago: Ukrainian Research and Information Institute, 1963).
- «Holod na Ukraini, 1932—1933: vybrani statti», uporiadkuvala Nadiia Karatnyts'ka, (New York: Suchasnist', 1985).
- Hlushanytsia, Pavlo, "Tretia svitova viina Pavla Hlushanytsi == The third world war of Pavlo Hlushanytsia, translated by Vera Moroz, (Toronto: Anabasis Magazine, 1986). [Bilingual edition in Ukrainian and English].
- «Holod 1932-33 rokiv na Ukraini: ochyma istorykiv, movoij dokumentiv», (Kyiv: Vydavnytstvo politychnoyi literatury Ukrainy, 1990).
- Hryshko, Vasyl, «Ukrains'kyi 'Holokast', 1933», (New York: DOBRUS; Toronto: SUZHERO, 1978).
- Hryshko, Vasyl, «The Ukrainian Holocaust of 1933», Edited and translated by Marco Carynnyk, (Toronto: Bahrianyi Foundation, SUZHERO, DOBRUS, 1983).
- «International Commission of Inquiry into the 1932-33 Famine in Ukraine, Proceedings [transcript]», May 23-27, 1988, Brussels, Belgium, [Jakob W.F. Sundberg, President; Legal Counsel, World Congress of Free Ukrainians: John Sopinka, Alexandra Chyczij; Legal Council for the Commission, Ian A. Hunter, 1988.
- «International Commission of Inquiry into the 1932-33 Famine in Ukraine. Proceedings [transcript]», October 21 — November 5, 1988, New York City, [Jakob W.F. Sundberg, President; Counsel for the Petitioner, William Liber; General Counsel, Ian A. Hunter], 1988.
- «International Commission of Inquiry into the 1932—1933 Famine in Ukraine. Final report», [Jacob W.F. Sundberg, President], 1990. [Proceedings of the International Commission of Inquiry and its Final report are in typescript, contained in 6 vols. Copies available from the World Congress of Free Ukrainians, Toronto].
- Kalynyk, Oleksa, «Communism, the enemy of mankind: documents about the methods and practise of Russian Bolshevik occupation in Ukraine», (London, England: The Ukrainian Youth Association in Great Britain, 1955).
- Klady, Leonard, «Famine Film „Harvest of Despair“», FORUM: A Ukrainian Review, No. 61, Spring 1985, (Scranton: Ukrainian Fraternal Association, 1985).
- «Kolektyvizatsia і Holod na Ukraini 1929—1933: Zbirnyk documentiv і materialiv», Z.M. Mychailycenko, E.P. Shatalina, S.V. Kulcycky, eds., (Kyiv: Naukova Dumka, 1992).
- Kostiuk, Hryhory, «Stalinist rule in Ukraine: a study of the decade of mass terror, 1929—1939», (Munich: Institut zur Erforschung der UdSSSR, 1960).
- Kovalenko, L.B. & Maniak, B.A., eds., «Holod 33: Narodna knyha-memorial», (Kyiv: Radians'kyj pys'mennyk, 1991).
- Krawchenko, Bohdan, «Social change and national consciouness in twentieth-century Ukraine», (Basingstoke: Macmillan in association with St. Anthony's College, Oxford, 1985).
- «Lettere da Kharkov: la carestia in Ucraina e nel Caucaso del Nord nei rapporti dei diplomatici italiani, 1932-33», a cura di Andrea Graziosi, (Torino: Einaudi, 1991).
- Mace, James E., «Communism and the dilemma of national liberation: national communism in Soviet Ukraine, 1918—1933», (Cambridge, Mass.: Distributed by Harvard University Press for the Ukrainian Research Institute and the Ukrainian Academy of Arts and Sciences in the U.S., 1983).
- Makohon, P., «Svidok: Spohady pro 33-ho», (Toronto: Anabasis Magazine, 1983).
- Martchenko, Borys, «La famine-genocide en Ukraine: 1932—1933», (Paris: Publications de l'Est europeen, 1983).
- Marunchak, Mykhailo H., "Natsiia v botot'bi za svoie isnuvannia: 1932 і 1933 v Ukraini і diiaspori, (Winnipeg: Nakl. Ukrains'koi vil'noi akademii nauk v Kanadi, 1985).
- «Memorial», compiled by Lubomyr Y. Luciuk and Alexandra Chyczij; translated into English by Marco Carynnyk, (Toronto: Published by Kashtan Press for Canadian Friends of «Memorial», 1989). [Bilingual edition in Ukrainian and English. this is a selection of resolutions, aims and objectives, and other documents, pertaining to the activities of the «memorial» Society in Ukraine].
- Mishchenko, Oleksandr, «Bezkrovna viina: knyha svidchen'», (Kyiv: Molod', 1991).
- Oleksiw, Stephen, «The agony of a nation: the great man-made famine in Ukraine, 1932—1933», (London: The National Committee to Commemorate the 50th Anniversary of the Artificial Famine in Ukraine, 1932—1933, 1983).
- «Pavel P. Postyshev, envoy of Moscow in Ukraine 1933—1934», [selected newspaper articles, documents, and sections in books], (Toronto: World Congress of Free Ukrainians, Secretariat, [1988]), (The 1932-33 Famine in Ukraine research documentation.
- Pidnayny, Alexandra, «A bibliography of the great famine in Ukraine, 1932—1933», (Toronto: New Review Books, 1975).
- Pravoberezhnyi, Fedir, «8,000,000: 1933-i rik na Ukraini», (Winnipeg: Kultura і osvita, 1951).
- Senyshyn, Halyna, «Bibliohrafia holody v Ukraini 1932—1933», (Ottawa: Montreal: UMMAN, 1983).
- Roman Serbyn and Bohdan Krawchenko, Famine in Ukraine 1932—1933, 1986, ISBN 0-920862-43-8.
- Solovei, Dmytro, «The Golgotha of Ukraine: eye-witness accounts of the famine in Ukraine», compiled by Dmytro Soloviy, (New York: Ukrainian Congress Committee of America, 1953).
- Stradnyk, Petro, «Pravda pro soviets'ku vladu v Ukraini», (New York: N. Chyhyryns'kyi, 1972).
- Taylor, S.J., «Stalin's apologist: Walter Duranty, the New York Time's man in Moscow», (New York: Oxford University Press, 1990).
- «The Foreign Office and the famine: British documents on Ukraine and the great famine of 1932—1933», edited by Marco Carynnyk, Lubomyr Y. Luciuk and Bohdan Kor.
- «The man-made famine in Ukraine», — (Washington D.C.: American Enterprise Institute for Public Policy Research, 1984). [Seminar. Participants: Robert Conquest, Dana Dalrymple, James Mace, Michael Nowak].
- United States, «Commission on the Ukraine Famine. Investigation of the Ukrainian Famine, 1932—1933: report to Congress / Commission on the Ukraine Famine», [Daniel E. Mica, Chairman; James E. Mace, Staff Director]. — (Washington D.C.: U.S. G.P.O.: For sale by the Supt. of Docs, U.S. G.P.O., 1988), (Dhipping list: 88-521-P).
- United States, «Commission on the Ukrainian Famine. Oral history project of the Commission on the Ukraine Famine», James E. Mace and Leonid Heretz, eds. (Washington, D.C.: Supt. of Docs, U.S. G.P.O., 1990).
- «Velykyi holod v Ukraini, 1932-33: zbirnyk svidchen', spohadiv, dopovidiv ta stattiv, vyholoshenykh ta drukovanykh v 1983 rotsi na vidznachennia 50-littia holodu v Ukraini — The Great Famine in Ukraine 1932—1933: a collection of memoirs, speeches amd essays prepared in 1983 in commemoration of the 50th anniversary of the Famine in Ukraine during 1932-33», [Publication Committee members: V. Rudenko, T. Khokhitva, P. Makohon, F. Podopryhora], (Toronto: Ukrains'ke Pravoslavne Bratstvo Sv. Volodymyra, 1988), [Billingual edition in Ukrainian and English].
- Verbyts'kyi, M., «Naibil'shyi zlochyn Kremlia: zaplianovanyi shtuchnyi holod v Ukraini 1932—1933 rokiv», (London, England: DOBRUS, 1952).
- Voropai, Oleksa, «V deviatim kruzi», (London, England: Sum, 1953).
- Voropai, Oleksa, « The Ninth Circle: In Commemoration of the Victims of the Famine of 1933», Olexa Woropay; edited with an introduction by James E. Mace, (Cambridge, Mass.: Harvard University, Ukrainian Studies Fund, 1983).
- Рафаель Лемкін. Радянський геноцид в Україні (стаття 33 мовами). — К.: Видавець Мельник М. Ю., 2020. — 256 с.
- Шкварчук Володимир. Голодомор 1932-33 годов на Черниговщине: Из-под грифа «Совершенно секретно». — Чернигов, 1999. — 99 с.
- Cinnella, Ettore, «Ucraina: Il genocidio dimenticato 1932—1933», (Pisa-Cagliari: Della Porta Editori, 2015.
- Hlad na Ukrajine. — 1933. — No. 1-2 [Архівовано 17 серпня 2021 у Wayback Machine.]. Praha: Legiografie, 1933. 32 s.

## Інтернет-ресурси
- Бібліографія та анотований покажчик матеріалів про Голодомор (НТШ у Нью-Йорку).
- Боряк Геннадій. «Інтернет-ресурси документально-публіцистичних матеріалів з проблеми Голодомору» [Архівовано 2 липня 2017 у Wayback Machine.].
- Вебсторінка про історію Голодомору на Миколаївщині.
- Геноцид українського народу. Спеціальний розділ офіційного вебпорталу Державного комітету архівів України [Архівовано 9 листопада 2017 у Wayback Machine.].
- Голодомор 1932—1933 років на Бериславщині [Архівовано 28 листопада 2009 у Wayback Machine.].
- Голодомор 1932—1933 років у Голопристанському районі [Архівовано 11 червня 2020 у Wayback Machine.].
- Голодомор 1932-33 рр. у Херсонській області [Архівовано 11 червня 2020 у Wayback Machine.].
- Голодомор 1932—1933 років у Чаплинському районі.
- Голодомор в Україні 1932—1933 роки [Архівовано 29 червня 2012 у Wayback Machine.].
- «Голодомор в Україні 1932—1933: Офіційні документи. Бібліографія публікацій джерел. Огляди джерел. Інтернет-ресурси» Державний комітет архівів України. — К., 2003 [компакт-диск]. (див. Зміст [Архівовано 9 листопада 2017 у Wayback Machine.])
- Голодомор у хронологічних межах 1932—1933 рр.
- Голодомор: факти, статистика [Архівовано 29 січня 2012 у Wayback Machine.].
- Громадський комітет із вшанування пам'яті жертв Голодомору [Архівовано 24 січня 2021 у Wayback Machine.]. Офіційний сайт. Вересень 2013 (оновлено).
- Громадський проект: Збір переказів очевидців та фото пам'ятних знаків. [Архівовано 23 вересня 2012 у Wayback Machine.]
- Звіт Державного архіву Львівської області про роботу з теми: «Голодомор 1932—1933 років в Україні» (2008 р.)
- Золотарьов Вадим. Начальницький склад НКВС УСРР У середині 30-х рр.
- Історія голодомору.
- Мартиролог жертв голодомору 1932—1933 років в Україні [Архівовано 30 листопада 2016 у Wayback Machine.].
- Матеріали комісії Конгресу США по українському голоду 1932-33 років [Архівовано 18 вересня 2010 у Wayback Machine.].
- Офіційні фотодокументи з фондів Центрального державного кінофотофоноархіву України [Архівовано 1 липня 2017 у Wayback Machine.].
- Порятунок у годину смерті [Архівовано 17 листопада 2016 у Wayback Machine.].
- Свідчення очевидців Голоду, Матеріали комісії конгресу США.
- Спецпроект про Голодомор української служби Бі-Бі-Сі [Архівовано 30 жовтня 2010 у Wayback Machine.].
- Тема «Голодомор» на сайті «Історична правда» [Архівовано 21 листопада 2016 у Wayback Machine.].
- Українці Угорщини: Голодомор 32-33 років.
- Українці Угорщини: Світлини.
- Уроки історії: Голодомор 1932—33 рр. [Архівовано 29 березня 2007 у Wayback Machine.]
- Цей день в історії [Архівовано 29 червня 2016 у Wayback Machine.] // Інститут історії НАН України.
- «Государство против своего народа» Первая часть справочного издания «Черная книга коммунизма» Глава 8. Великий голод [Архівовано 21 травня 2012 у Wayback Machine.]. (рос.)
- Infoukes.com: The Artificial Famine/Genocide in Ukraine 1932-33 [Архівовано 24 листопада 2016 у Wayback Machine.].